# Norman King’oo Wambua
Norman King’oo Wambua (* 1952 in Kathiani) ist ein kenianischer Geistlicher und römisch-katholischer Bischof von Machakos.

## Leben
Norman King’oo Wambua empfing am 22. Mai 1988 die Priesterweihe.
Papst Johannes Paul II. ernannte ihn am 27. Juni 1998 zum Bischof von Bungoma. Die Bischofsweihe spendete ihm der Kardinalpräfekt der Kongregation für die Evangelisierung der Völker, Jozef Tomko, am 16. August desselben Jahres; Mitkonsekratoren waren Zacchaeus Okoth, Erzbischof von Kisumu, und Cornelius Kipng’eno Arap Korir, Bischof von Eldoret.
Papst Franziskus ernannte ihn am 23. Juni 2018 zum Bischof von Machakos. Die Amtseinführung fand am 25. August desselben Jahres statt.
Seit dem 28. September 2024 verwaltet er zusätzlich während der Abwesenheit des Diözesanbischofs Paul Kariuki Njiru das Bistum Wote als Apostolischen Administrator sede plena.